# Pamiętniki z wakacji
Pamiętniki z wakacji (letteralmente Diario delle vacanze) è una serie di falsi-documentari polacchi andati in onda su Polsat TV dall'8 ottobre 2011 al 28 aprile 2013 e dal 2 marzo 2016 al 25 maggio 2016 , basata sull'originale tedesco X-Diaries  in onda su RTL II.

## Trama
Ogni episodio della serie racconta una storia diversa sui problemi della vita quotidiana all'estero. Tutte le storie, scritte dagli autori, sono simulate per renderle reali da attori dilettanti selezionati attraverso dei casting. La serie non ha una sceneggiatura definita dal regista, infatti ogni attore è libero di interpretare il personaggio come preferisce, rimanendo però credibile in base alla situazione in cui si trova. Lo spettatore assiste a opinioni soggettive dei vari personaggi. Parte della serie è un'intervista simulata con ciascuno di loro. Il narratore (interpretato da Tomasz Orlicz) è una voce "onnisciente" nascosta.
La serie racconta le storie di persone che si rilassano in vacanza in un paese esotico. La prima serie si svolge nella località spagnola di Lloret de Mar, mentre le serie successive si svolgono sull'isola di Gran Canaria.
Nella quarta stagione il format della serie è stato modificato:
- Ogni episodio racconta solo una storia, a differenza delle precedenti stagioni in cui venivano raccontate due storie ad episodio.
- I protagonisti si presentano all'inizio di ogni episodio.
- Non ci sono anticipazioni dell'episodio successivo e nemmeno riassunti dell'episodio precedente.

Krzysztof Ibisz è apparso come ospite in diversi episodi interpretando se stesso .

## Elenco delle serie
| Serie | Stagione       | Episodi    | Prima della serie | Puntata finale della serie | Giorno di trasmissione  |
| ----- | -------------- | ---------- | ----------------- | -------------------------- | ----------------------- |
| 1     | autunno 2011   | 1-16 (16)  | 8 ottobre 2011    | 27 novembre 2011           | sabato e domenica 17.45 |
| 2     | primavera 2012 | 17-32 (16) | 3 marzo 2012      | 28 aprile 2012             | sabato e domenica 17.45 |
| 3     | primavera 2013 | 33–48 (16) | 2 marzo 2013      | 28 aprile 2013             | sabato e domenica 17.45 |
| 4     | primavera 2016 | 49–61 (13) | 2 marzo 2016      | 25 maggio 2016             | mercoledì 22.05         |